# Mark Foley
Pour les articles homonymes, voir Foley.
Mark Adam Foley, né le 8 septembre 1954 à Newton (Massachusetts), est un homme politique américain et un ancien membre républicain de la Chambre des représentants des États-Unis de 1995 jusqu'à sa démission en 2006. Il était élu pour le 16e district de Floride et fut président du comité de la Chambre pour les enfants disparus ou exploités.
En 2005, il soumet sans succès un projet d'amendement à la Constitution visant à restreindre voire à éliminer le droit du sol : le projet d'amendement, soutenu par trois autres républicains, Nathan Deal (Géorgie), Virginia Foxx (Caroline du Nord) et Chris Shays (Connecticut), disposait qu'aucune personne née aux États-Unis n'obtiendrait la citoyenneté américaine à moins d'être né d'un parent américain ou d'un parent doté, à la date de naissance de l'enfant, d'un permis de séjour permanent aux États-Unis.
Il a démissionné le 29 septembre 2006 après la publication d'articles révélant qu'il aurait envoyé des courriels suggestifs et des messages instantanés sexuellement explicites à des jeunes garçons mineurs, lycéens provenant de l'ensemble des États-Unis et travaillant à temps partiel au Congrès comme messagers pendant une période de quelques mois à un an,.
Le FBI et le département de la Justice de Floride étudient ces messages pour déterminer si des poursuites doivent être engagées.
Le scandale est largement exploité par les médias américains, notamment car Mark Foley était un des partisans les plus actifs des lois condamnant l'usage d'Internet pour commettre des abus sexuels, en particulier pédophiles.